# عدلي رزق الله
عدلى رزق الله عبد المسيح (20 يناير 1939 - 16 سبتمبر 2010) هو فنان تشكيلي مصري.

## حياته
من مواليد محافظة أسيوط سنة 1939م. تخرج في كلية الفنون الجميلة سنة 1961. عمل رساماً بدار الهلال، ثم أستاذ في جامعة ستراسبورغ بمعهد الفنون التشكيلية، ثم مشرفاً فنياً على دار الفتى العربي. توفي في 15 سبتمبر 2010م.

## أعماله
أقام العديد من المعارض، من بينها:
- معرض باتيليه ماريان كلوزو عام 1973.
- معرض بجاليرى لورانج في باريس عام 1974.
- معرض بالمركز الثقافي العراقي عام 1976.
- ومعرض بجاليرى غادة الصراف في الكويت عام 1988.

وله معارض اخري في مصر.